# Næsbjerg
Næsbjerg is een plaats in de Deense regio Zuid-Denemarken, gemeente Varde. De plaats telt 685 inwoners (2008).

## Geboren
- Nicolai Høgh (1983), voetballer